# Georg Schleusner
Georg Ludwig Schleusner (* 6. Mai 1841 in Kemberg; † 20. April 1911 in Cochstedt) war ein deutscher evangelischer Geistlicher.

## Leben
Georg Schleusner wurde als Sohn des Ferdinand Schleusner, Propst und Superintendent in Kemberg, geboren. Sein Großvater war Johann Friedrich Schleusner, Theologieprofessor und Generalsuperintendent, seit 1817 Zweiter Direktor des Predigerseminars in Wittenberg.
Er besuchte das Gymnasium in Schulpforte und begann 1859 mit dem Studium der Theologie an der Friedrichs-Universität Halle. 1860 wurde er im Corps Guestphalia Halle recipiert. 1866 legte er in Halle das erste theologische Examen ab und 1868 das zweite Examen in Magdeburg. Dem Besuch des Predigerseminars in Wittenberg folgte am 22. August 1869 die Ordination. Er wurde 1869 Hilfsprediger am Predigerseminar Wittenberg, 1871 dritter Diakon an der Stadtkirche Wittenberg, 1881 zweiter Diakon und 1889 Archidiakon und Garnisonspfarrer. Er sammelte Gelder aus der Inneren Mission und der Provinzialkollekte sowie private Spenden, um eine Siechenhausstiftung ins Leben zu rufen. Am 29. September 1893 konnte bereits die Grundsteinlegung für das Kaiser-Friedrich-Siechenhaus erfolgen, das heute als Seniorenstift Georg Schleusner seinen Namen trägt. Von 1898 bis 1911 war Georg Schleusner Pfarrer, Superintendent und Kreisschulinspektor in Cochstedt. Verheiratet war er seit 1873 mit Henriette Dorothee Elisabeth Angelika geb. Palmié. Aus der Ehe gingen zwei Töchter hervor. Thea Schleusner machte sich einen Namen als Malerin und Schriftstellerin.

## Ehrungen
- Roter Adlerorden 4. Klasse
- Rote Kreuz-Medaille (Preußen) 3. Klasse[3]

## Werke
- Die Bedeutung der Ausgrabungen in dem Euphrat- und Tigrisgebiet für das Alte Testament. Wittenberg, P. Wunschmann, 1882.
- Paulus Gerhardt, der evangelische Bekenner in Leid und Lied, ein Lebens und Charakterbild im Sinne und Geiste Luthers. Wittenberg 1883
- Luther als Dichter, insonderheit als Vater des deutschen evangelischen Kirchenliedes. Pp. viii. 224. Wittenberg, 1883.
- Fürst Bismarck 1815-1885. Ein Sonnettenkranz. Wittenberg, 1885.
- Gebet dem Kaiser was des Kaisers ist, und Gott, was Gottes ist: Eine Zeit- und Volks-Predigt (geh. am 23. Sonnt. n. Trinit. 1885 in der Pfarrkirche zu Wittenberg). Wittenberg: P. Wunschmann, 1885.
- Sechs Zeitgedichte zur Weltgeschichte. Wittenberg Wunschmann 1887.
- Acht Kaiser- und Kanzler-Lieder. Wittenberg Wunschmann 1888.
- Zwölf deutsche Lieder aus wunderbarer Zeit. Wittenberg Wunschmann 1888.
- Luther als Dichter, insbesonderheit als Vater des deutschen evangelischen Kirchenliedes. Wittenberg: P. Wunschmann's Verlag, 1892.
- D. Martin Luthers Dichtungen in gebundener Rede: mit den nötigen Anmerkungen als eine Festgabe zum 31. Oktober 1892 für alle Lutherfreunde. Wittenberg : P. Wunschmann, 1892.
- Deutsche Gedenkblätter, gesammelt in den letzten Jahren. Wittenberg P. Wunschmann 1895.
- Lust und Leid im Lied. Wittenberg P. Wunschmann 1896.
- Die Reisen des Kaisers Augustus in Geschichte und Dichtung (Zur Horazlektüre). Barmen, D.B. Wiemann, 1903.
- Georg Schleusner; Thea Schleusner: Herbstzeitlosen. Cochstedt (Wittenberg P. Wunschmann) 1905.
- Schwarz-weiß-rot. Ein halbes Jahrhundert deutscher Geschichte in deutschem Gedichte 1858-1908. Wittenberg Wunschmann 1908.